# Ponferrada
Ponferrada és una ciutat i un municipi de la província de Lleó, capital de la comarca d'El Bierzo, a Castella i Lleó (Espanya). Està situada a 508 m sobre el nivell del mar, en la confluència dels rius Sil i Boeza. El 2023 tenia 62.963 habitants.

## Història
Cap al segle xi, el bisbe Osmundo, del bisbat d'Astorga va ordenar la construcció d'un pont pels peregrins del Camí de Santiago. Es va reforçar amb ferro, i això donarà el nom a la població que va créixer als voltants, a les ribes del riu Sil: Pons Ferrata. Va passar per diverses mans, primerament va ser propietat dels templers, que es van encarregar de defendre el Camí. De l'Orde va passar a les famílies d'Osorio, o del Comte de Lemos entre d'altres, fins que els Reis Catòlics la van reclamar com pròpia, com que va esclatar una disputa entre el Comte de Lemos i el seu fill, al segle xvi, que va arribar a generar batalles al castell, fet que provocà diversos canvis de mans entre aquests dos. Finalment els Reis Catòlics van decidir que el castell i la vila foren de la seva propietat, i així es va posar fi a la disputa.

## Monuments i llocs d'interès
El monument més important és el castell templer, el més gros en extensió d'Europa. La construcció es va acabar el 1282. En realitat, la fortalesa es va ser modernitzada i reconstruïda diverses vegades entre els segles xiii i xvii. Actualment està en procés de rehabilitació. Després d'eliminar enderrocs acumulats, realitzar treballs de consolidació, etc., s'aspira a reconstruir completament el castell, per recuperar la forma original.
Destaca també la Basílica de la Encina (1614), d'estil renaixentista; la Calle del Reloj, que comunica la plaça de la basílica amb la de l'Ajuntament; i la casa consistorial (1692) d'estil barroc.
A les proximitats del municipi es troben també les ruïnes de les mines romanes de Las Médulas, declarades Patrimoni de la Humanitat per la UNESCO.

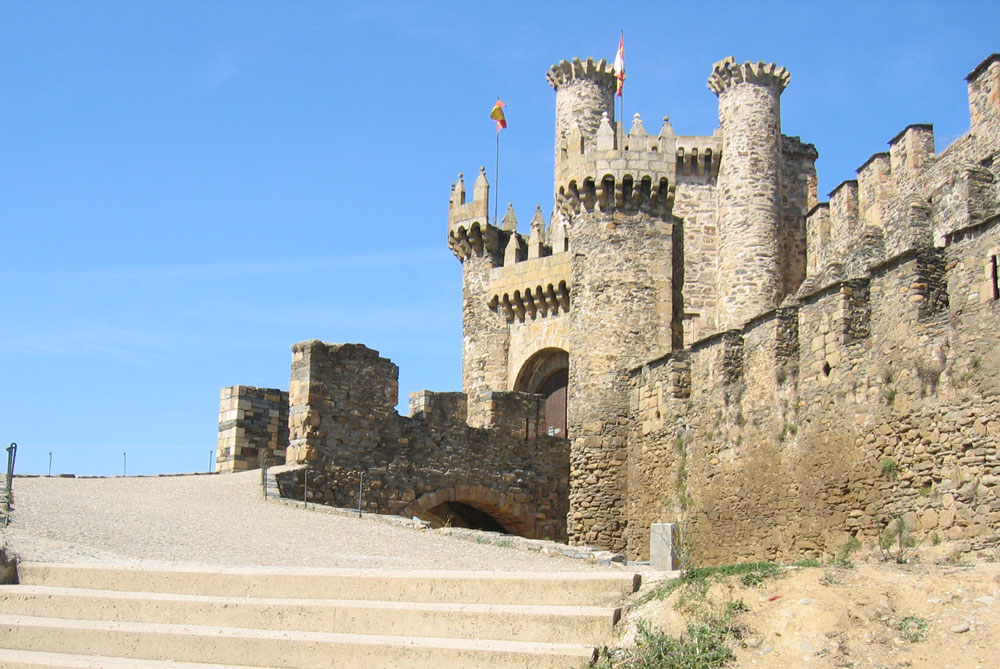
Castell dels Templers S.XII, Ponferrada

- Església de Peñalba de Santiago, segle x, una joia mossàrab.
- Església de Santo Tomás de las Ollas, sigle X, d'estil mossàrab.
- Església de Santa María de Vizbayo a Otero, segle xi romànica.
- Font romana a Campo.
- Centre històric del poble de Peñalba de Santiago, declarat conjunt artístic d'interès.
- Museu del Ferrocarril: Museu dedicat al ferrocarril, que compta amb màquines de vapor de diverses mides, totalment restaurades, així com amb vagons, centres de control de vies i un simulador de trens, etc.
- Museu de la Ràdio: Promogut pel periodista Luis del Olmo, actualment a Punto Radio, director i presentador des de fa molts anys del programa Protagonistas.

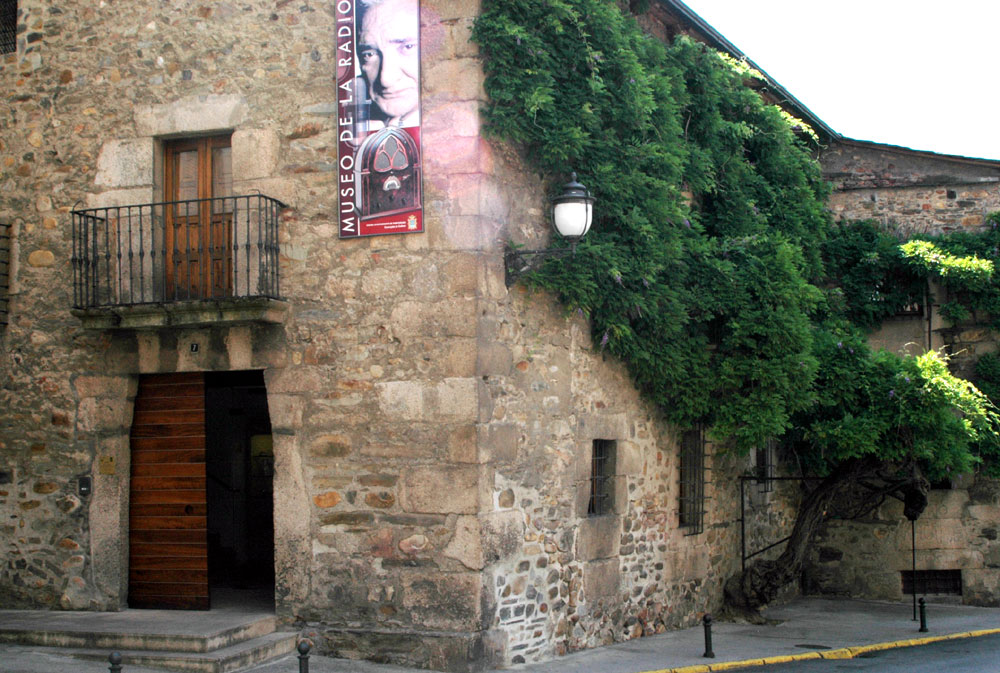
Museu de la Ràdio, Ponferrada

- Museu del Bierzo: Museu d'art i arqueologia general d'El Bierzo. Localitzat a una antiga presó de l'edat mitjana i junt a la torre del rellotge (antiga porta de la ciutat), rehabilitada per aquest fi. Dues plantes d'obres fixes, i una que canvia cada cert temps.

## Economia

### Agricultura
Actualment en procés de desaparició. Es manté amb força a la resta de la comarca, però a Ponferrada l'agricultura és testimonial. En l'àrea d'influència es produeixin vins de gran qualitat (Denominació d'Origen Bierzo), exportats a diversos llocs com Alemanya o Estats Units, fruites i hortalisses (Denominació d'origen Poma Reineta del Bierzo, o Pebrot del Bierzo), castanyes, etc.

### Indústria
Compte amb la planta més grossa de producció de pales i fusts per aerogeneradors elèctrics d'Europa (LM Glasfiber), que dona feina a uns cinc-cents treballadors. Una empresa de siderúrgia, Roldan S.A., que hi té una planta de mida mitjana dins del grup Acerinox i diverses empreses petites. Així mateix, és el bressol tant de la MSP, Minero Siderúrgica de Ponferrada, l'empresa minera privada més grossa d'Espanya, com d'Endesa (Empresa Nacional d'Electricitat), fundada el 1947 i privatitzada fa uns anys. Compostilla I va ser la primera planta de producció, inaugurada a principi dels anys 1950.
En la dècada dels 60 es va crear Compostilla II, al municipi de Cubillos del Sil (Lleó) 
La zona d'influència també compta amb indústries agroalimentàries i empreses que es dediquen a la producció de ciment i vidre així com l'extracció de pissarra.

### Serveis
El sector serveis, que continua creixent com a la resta d'Europa, representa actualment el sector probablement més de pujada i el que més ingressos produeix encara que centrat al comerç generant un nul valor afegit i treball amb una escassa demanda de qualificació, com a la resta del país.

## Festes locals

### Festes de La Encina
La Verge de la Encina és la patrona de Ponferrada, i oficiosament d'El Bierzo. El Consell Comarcal del Bierzo pretén convertir-la en festa comarcal a efectes legals.
El dia de la Encina és el 8 de setembre, el 9 se celebra la Encinina, ambdós dies festius locals establerts per decret. Es trasllada a data diferent si coincideix en dissabte o diumenge.
Les festes tenen lloc els primers dies de setembre, entre els dies 5 i 9, segons programa establert pel Patronat de Festes, presidit pel Regidor de Cultura.
Segons la tradició, la talla de la Verge va ser localitzada a l'interior d'una alzina pels Templers a l'edat mitjana, on hauria estat dipositada per protegir-la dels musulmans. Com a curiositat, es tracta d'una de les moltes verges negres que existeixen, pel que també és coneguda popularment com «La Morenica».

### Magostos
És un modest magosto que celebren molts barris de la ciutat, on realment es mostra el caràcter hospitalari i acollidor de la ciutat. Consisteix en una tarda/nit a la que es mengen castanyes torrades i pot estar animada per bandes o grups de música. Una festa molt senzilla, a la vegada que satisfactòria.

### Barri de Compostilla
-Magosto
-Foguera de Sant Joan

### Barri de Cuatrovientos
- 1 de maig: Sant Josep Obrer

### Barri de Fuentesnuevas
15 Agost: Festival de la sardina. S'hi pot degustar una bona tapa de sardines, acompanyada de bon vi i amenitzada amb una orquestra al més pur estil de revetlla.
18 Juliol: Festa del Corpus Christi, amb solemne missa a l'Ermita del Crist (situada al Camí de Sant Jaume), en aquesta festa se sol berenar amb vedella que es ven al bar del "camp de la festa".
A Fuentesnuevas es troben l'Hospital del Bierzo i el parc de bombers de Ponferrada.

### Barri de La Placa
16 juliol- Festa del Carme.

### Barri de Flores del Sil
La festa se celebra sempre el segon diumenge de maig en honor de Jesús Diví Obrer. L'Església està dedicada a Sant Jaume Apòstol.

### Barri del Puente Boeza
- Octubre- novembre: magosto popular amb castanyes, xoriços i vi.
- Meitat de juny: festa popular amb balls d'orquestra.

## Ponferrada. Municipi
El municipi de Ponferrada está integrat, a més de per la ciutat de Ponferrada, per entitats locals menors constituïdes en Juntes Veïnals i Entitats Singulars.

### Entitats Locals Menors (Juntes Veïnals)
- Bouzas
- Columbrianos
- Dehesas
- Fuentes Nuevas
- Montes de Valdueza
- Otero
- Peñalba de Santiago
- Rimor
- San Andrés de Montejos
- San Clemente de Valdueza
- San Cristóbal de Valdueza
- San Esteban de Valdueza
- San Lorenzo
- Santo Tomás de las Ollas
- Toral de Merayo
- Valdefrancos
- Villanueva de Valdueza

### Entitats Singulars
- Barcena del Bierzo
- Campo
- Carracedo de Compludo
- Compludo
- Compostilla
- Cuatrovientos
- Espinoso de Compludo
- Flores del Sil
- Lombillo de los Barrios
- Manzanedo de Valdueza
- La Placa
- Ponferrada
- Salas de los Barrios
- Valdecañada
- Villar de los Barrios

## Altres dades d'interès
- Gentilici: Ponferradino/a
- Codi Postal: 24400 per a nucli central i 244xx per alguns barris perifèrics (Fuentesnuevas, 24411; Cuatrovientos, 24404)

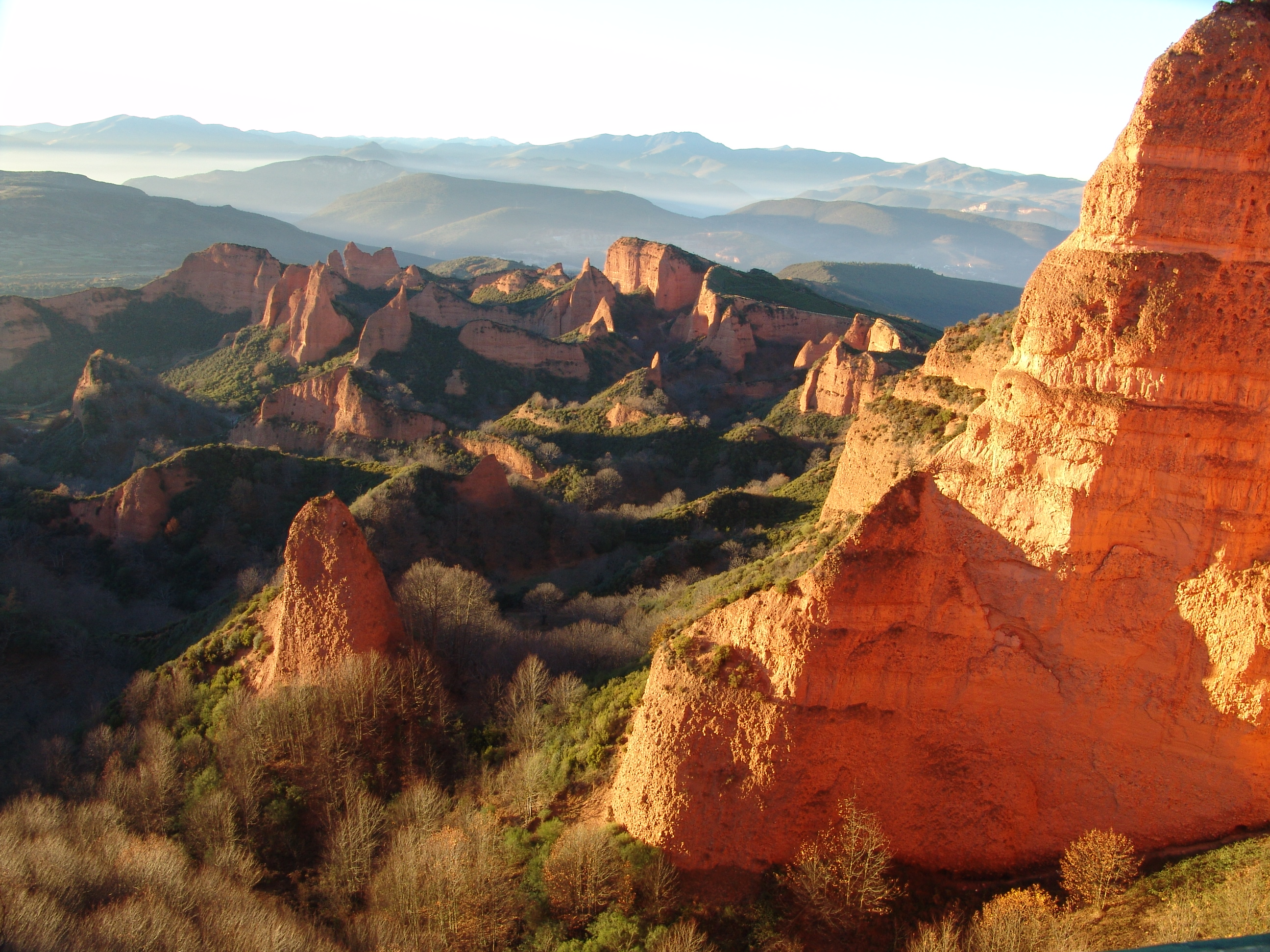
Vista panoràmica de Las Médulas.